# Lókavibhága
A Lókavibhága eredetileg egy Sarvanandi nevű dzsaina szerzetes által prákrit nyelven írt kozmológiai mű, amely Szimhaszúri egy későbbi szanszkrit fordítása nyomán maradt az utókorra.
A szanszkrit kézirat jelentősége, hogy ez a nulla számot tízes számrendszerben használó legrégebbi, pontosan datálható (i. sz. 458) írásos emlék, ahol az 1..9 számjegyek mellett a nulla számos szanszkrit megnevezése is feltűnik (súnja, gaganam, ambaram, stb.). A Lokavibhága több pontján a helyi értékes elv jelentőségének hangsúlyozására felbukkannak olyan szanszkrit kifejezések, melyek egységesen a számjegyek 10-es "helyi érték szerint vett" számítását hangsúlyozzák. Mivel a szanszkrit változat az eredeti dzsaina mű egy későbbi másolata és a szövegben megjelenő számábrázolási elv az indiai klasszikus kortól (kb. i. sz. 5. századtól) archaikusabb jelleget mutat, így Indiában a tudós körök a nullát is kezelő tízes helyi értékes rendszert már jóval (akár néhány évszázaddal) i. sz. 458 előtt alkalmazták.

## Történet
A Maiszúri Régészeti Intézet 1909-1910 beszámolójában megemlíti a fent említett mű egyik másolatának felfedezését. Az eredeti szöveget "indiai legendák" szerint legelőször az első nagy dzsaina úttörő,  Vardhamána Mahávíra nyilatkoztatta ki, amit később Sudharma szvámi és az őt követő dzsaina tanítók tovább hagyományoztak. A felfedezett szanszkrit másolat leszögezi, hogy az eredeti kéziratot az akkori Pátalika nevű (Tamil Nadu állam, Cuddalore körzet) faluban élő Sarvanandin néven ismert dzsaina szerzetes készítette el. A kézirat a másolat pontos keletkezési időpontjáról is nyilatkozik: ez Káncsípuram város akkori pallava uralkodója, II. Szimhavarman 22. évére, Saka időszámítás szerinti 380-ra, azaz i. sz. 458-ra utal.

## Nulla, tízes számrendszer
Az eredeti mű szerzője a dzsaina tudomány könnyebb elterjesztéséért a nép által közismert prákrit nyelven, közérthetően írt, így a 0..9 számjegyek leginkább számneveikkel jelennek meg. A különböző szanszkrit szinonimákra épülő, szóalapú számábrázolás ekkor még csak tudós körökben volt elterjedt, akik a tudományos ismeretek hagyományozásának céljából a klasszikus indiai műveltség nyelvén, szanszkritul alkottak.
A szanszkrit másolat egyik fejezetében a 14236713 szám az alábbi formában kerül kifejezésre:
trīny (3) eka (1) sapta (7) śat (6) trīņi (3) dve (2) chatvāry (4) ekakam (1).
Ez a példa jól mutatja a számjegyek tízes helyi érték szerinti értelmezését és a korra jellemző számjegyolvasási sorrend fordított jellegét (ańkānām̩ vāmato gatiḥ).
A szerző igen ritkán a szóalapú és a helyi értékes számábrázolás kevert alkalmazásához folyamodik:
pañchabyaḥ (5) khalu śunyebhyaḥ (0) param̩ dve (2) sapta (7) ca ambaram (0) ekam̩ (1) trīņi (3) ca rūpam̩ (1) ca
A szóalapú számábrázolás példájaként itt néhány szanszkrit szinonima elő is kerül, például az ég jelentésű ambaram (0) és a test jelentésű rūpa (1).
Az első tag jelentése 5 darab 0, melyet a többi számjegy (helyi érték szerint) követ: 2, 7, 0, 1, 3, 1.
Tehát az így ábrázolt szám (fordított sorrendben kiolvasva):
13107200000